# Herbstsonate
Herbstsonate ist ein schwedisch-deutsches Filmdrama des Regisseurs Ingmar Bergman aus dem Jahr 1978. Das in Norwegen gedrehte Drama um eine Mutter-Tochter-Beziehung war der letzte Kinofilm, in dem Ingrid Bergman mitwirkte.

## Handlung
Charlotte Andergast, eine berühmte Konzertpianistin, besucht an einem Herbstwochenende ihre Tochter Eva im ländlichen Norwegen. Beide sind sich das letzte Mal vor sieben Jahren begegnet. Eva ist mit Viktor, dem Pfarrer der hiesigen Kirchengemeinde, verheiratet, kann jedoch die Liebe ihres Mannes nicht erwidern. Das gemeinsame Kind der beiden ertrank vor einigen Jahren bei einem Unfall, später übernahm Eva dann die Pflege ihrer kranken Schwester Helena, die Charlotte vor Jahren in einer teuren Privatklinik hatte unterbringen lassen. Die gelähmte Helena kann nicht laufen, nur Eva kann ihre schwer eingeschränkte Sprache verstehen. 
Durch den Besuch hofft Eva auf eine Annäherung an ihre Mutter. Auch die eigensüchtige Charlotte, deren langjähriger Lebensgefährte Leonardo vor kurzem verstarb und sie einsam zurückließ, scheint einer engeren Bindung an ihre Tochter nicht abgeneigt. Die anfänglich gute Stimmung verfliegt auf einen Schlag, als Charlotte mit der Anwesenheit von Helena konfrontiert wird. Die Mutter reagiert verärgert. Eva erklärt, dass sie ihre Schwester zu sich holte, um ihr die Liebe und Pflege zukommen zu lassen, die sie braucht. Verzweifelt und entschlossen zugleich setzt Charlotte sich sofort einer Konfrontation aus und überspielt ihre Unsicherheit in souveräner Weise.
Am ersten Abend möchte Eva ihrer Mutter Frédéric Chopins Prélude Nr. 2 a-moll vorspielen, um ihr zu gefallen. Charlotte zeigt sich wohlwollend, kritisiert auf Nachfrage ihrer Tochter dann aber das Klavierspiel als zu sentimental und demonstriert kraftvoll und kühl, wie man das Stück besser interpretiert.
Später hat Charlotte einen Albtraum, in dem eine ihrer Töchter ihr zuerst die Hand streichelt und sie dann zu erdrücken droht. In einem nächtlichen Gespräch in der Küche macht Eva ihre Mutter für das physische Leiden Helenas ebenso wie für ihr eigenes psychisches Leiden verantwortlich. Charlotte hatte sich auf ihre Musikkarriere konzentriert und war stets auf Konzertreisen; weder die Töchter noch deren Vater bekamen die Zuwendung, die sie brauchten. Die Probleme blieben unausgesprochen, so dass Eva von Kindheit an lernte, ihre Gefühle zu unterdrücken. Der fehlenden Mutterliebe gibt Eva die Schuld für ihre Unfähigkeit, eine liebende und vertrauensvolle Beziehung zu ihrem Ehemann zu führen. Erschüttert von den Vorwürfen der Tochter eröffnet Charlotte Eva, dass auch sie in ihrer Kindheit nie Liebe von ihrer Mutter empfing. Sie bittet Eva, sie von der Schuld zu befreien, die sie schon seit Jahren in sich trägt. Charlottes Menschlichkeit findet sich nur in ihrem Klavierspiel wieder, nicht aber im realen Leben, wie Eva erkennen muss.
Am nächsten Tag reist Charlotte überstürzt ab. Eva scheint gestärkt aus den Geschehnissen hervorzugehen; hatte sie zu Beginn gehofft, eine größere Nähe zu ihrer Mutter herzustellen, konnte sie im Verlauf der Ereignisse zu sich selbst finden. Sie schreibt ihrer Mutter einen Brief, in dem sie das Meiste von dem Gesagten zurücknimmt, was eine Möglichkeit zur späteren Versöhnung zwischen Tochter und Mutter offen lässt. 
Während der Zugfahrt zum nächsten Konzerttermin lässt Charlotte ihrem Kummer freien Lauf. Ihr alter Freund und Agent Paul will sie trösten, doch sie zieht ihre Hand vor ihm zurück.

## Hintergrund
Das erste geplante gemeinsame Projekt von Ingrid Bergman und Ingmar Bergman war die Verfilmung des Romans Chefen Fru Ingeborg von Hjalmar Bergman. Das Projekt wurde nicht realisiert, aber der Regisseur versprach ihr, zu einem späteren Zeitpunkt zusammen einen Film zu drehen. Als sich beide bei den Internationalen Filmfestspielen von Cannes 1973 wieder begegneten, wo die Schauspielerin den Juryvorsitz hatte, erinnerte sie ihn an sein abgegebenes Versprechen. Vier Jahre später bot er ihr die Hauptrolle in Herbstsonate an. Für die zweite weibliche Hauptrolle konnte er Liv Ullmann verpflichten, die wie Gunnar Björnstrand und Erland Josephson zu seinen Stammschauspielern gehörte.
Die Dreharbeiten zu Herbstsonate fanden zwischen September und November 1977 in Norwegen statt. Ingmar Bergman lebte zum damaligen Zeitpunkt im selbst gewählten „Exil“ in Deutschland, nachdem er in Schweden kurzzeitig wegen Steuerhinterziehung angeklagt worden war. Seine in München ansässige Firma Personafilm produzierte den Film unter anderem mit Unterstützung der britischen ITC Film. Herbstsonate feierte seine schwedische Premiere unter dem Titel Höstsonaten am 8. Oktober 1978. In der BRD startete der Film am 19. Oktober 1978, in der DDR am 23. November 1979. Die Erstausstrahlung im deutschen Fernsehen war am 24. Mai 1981 um 20.15 Uhr im ZDF.
Im Film sind mehrere klassische Kompositionen zu hören, die Prelude Nr. 2a von Frédéric Chopin (interpretiert von Käbi Laretei), Johann Sebastian Bachs Französische Suite Nr. 4 in Es-Dur (interpretiert von Claude Genetay) und die Sonate für Blockflöte und Basso Continuo in F-Dur, HWV 369 von Georg Friedrich Händel (interpretiert von Frans Brüggen, Gustav Leonhardt und Anner Bijlsma).
Die Rolle der Charlotte war die letzte große Filmrolle für Ingrid Bergman. Die Schauspielerin starb am 29. August 1982 an Brustkrebs. Liv Ullmann drehte erst wieder 2003 einen Film mit dem Regisseur, Sarabande, der an seine Fernsehserie Szenen einer Ehe (1973) anknüpfte.

## Synchronisation
Die deutsche Synchronfassung entstand im Jahr 1978 bei der Berliner Synchron nach einem Dialogbuch von Hans Bernd Ebinger. Die Dialogregie übernahm Dietmar Behnke, der ebenfalls die Rolle des Paul synchronisierte.
| Rolle                  | Schauspieler       | Dt. Synchronstimme |
| ---------------------- | ------------------ | ------------------ |
| Charlotte Andergast    | Ingrid Bergman     | Dagmar Altrichter  |
| Eva                    | Liv Ullmann        | Judy Winter        |
| Helena                 | Lena Nyman         | Dagmar Biener      |
| Pfarrer Viktor         | Halvar Björk       | Herbert Stass      |
| Paul, Charlottes Agent | Gunnar Björnstrand | Dietmar Behnke     |

## Kritiken
„Bergman versammelt nahezu alle Motive seines bisherigen Werks in diesem düsteren, parabelhaften Seelendrama, das zwar handwerklich solide inszeniert ist und Raum für sehenswerte Schauspielerauftritte bietet, in seiner allzu schematisierten Machart jedoch stellenweise wie eine Aneinanderreihung von Selbstzitaten des Regisseurs wirkt.“

„Einer der besten Filme des schwedischen Meisterregisseurs, qualvoll ehrlich wie gewohnt, aber doch von jener versöhnlichen Qualität, die seine späteren Arbeiten auszeichnete.“

## Auszeichnungen (Auswahl)
National Board of Review 1978
- Beste Regie
- Beste Hauptdarstellerin (Ingrid Bergman)
- Bester fremdsprachiger Film

New York Film Critics Circle Award 1978
- Beste Hauptdarstellerin (Ingrid Bergman)

Golden Globe Award 1979
- Bester fremdsprachiger Film

Bodil 1979
- Bester nicht-amerikanischer Film

David di Donatello 1979
- Beste ausländische Darstellerin (Ingrid Bergman und Liv Ullmann)

Oscarverleihung 1979
- Oscar-Nominierung Beste Hauptdarstellerin (Ingrid Bergman)
- Oscar-Nominierung Bestes Originaldrehbuch

Sindacato Nazionale Giornalisti Cinematografici Italiani 1979
- Beste Regie in einem ausländischen Film

National Society of Film Critics 1979
- Beste Hauptdarstellerin (Ingrid Bergman)

## Adaption
Im Dezember 2014 hatte am Staatstheater Stuttgart eine Adaption von Jan Bosse Premiere. Charlotte wurde gespielt von Corinna Harfouch, Eva von Fritzi Haberlandt.

## Nachwirkung
Im Jahre 2003 drehte der indische Regisseur Khalid Mohamed eine Neuverfilmung von Herbstsonate mit dem Titel Tehzeeb. Der Film schildert die Geschichte einer indischen Sängerin, die nach Jahren mit ihren beiden Töchtern Tehzeeb und Nazeen zusammentrifft. Mohamed widmete seinen Film Ingmar Bergman.
2017 hatte Sebastian Fagerlunds Oper Höstsonaten an der Finnischen Nationaloper Premiere. Das Libretto von Gunilla Hemming basiert auf dem Skript von Ingmar Bergmans Film.